# 아수라도 (영화)
《아수라도》는 2021년에 개봉한 대한민국의 영화이다.

## 캐스팅
- 장광 : 조평호 역
- 이원종 : 이해명 역
- 이설구 : 이태식 역
- 이달형 : 박무영 역
- 정미남 : 김대호 역
- 황인무 : 이정훈 역
- 김현국 : 소지 역
- 배용근 : 교도관 1 역
- 박범기 : 교도관 2 역
- 김형석 : 교도관 3 역
- 정재헌 : 감시탑교도원 1 역
- 엄모세 : 감시탐교도원 2 역
- 김민겸 : 범파패거리 1 역
- 안주영 : 범파패거리 2 역
- 이준수 : 범파패거리 3 역
- 염진원 : 범파패거리 4 역
- 서동주 : 독사패거리 1 역
- 선종구 : 독사패거리 2 역
- 유용국 : 독사패거리 3 역
- 장영 : 독사패거리 4 역
- 김동일 : 마약방죄수 2 역
- 안영채 : 마약방죄수 3 역
- 박성제 : 마약방죄수 4 역
- 박부건 : 장기수노인 역
- 조풍류 : 화가죄수 역
- 이다은 : 범파보스애인 역
- 김최용준 : 조장호 역
- 문서연 : 호란 역
- 한상조 : 이두식 역